# شاید (ترانه انریکه ایگلسیاس)
«شاید» (به انگلیسی: Maybe) تک‌آهنگی از هنرمند اهل اسپانیا انریکه ایگلسیاس است که در سال ۲۰۰۲ میلادی منتشر شد. این تک‌آهنگ در آلبوم گریز (آلبوم انریکه ایگلسیاس) قرار داشت.